# Большезубая бойга
Большезубая бойга (лат. Boiga cynodon) — вид змей из рода бойга в семействе ужеобразных.
Общая длина достигает 2,5 м. Голова заметно расширена в задней части, практически треугольной формы, шейное сужение очень чётко выражено. Имеет очень длинные зубы, расположенные в передней части нёба и на нижних челюстях, которые предназначены для схватывания добычи, которая покрыта пушистым слоем перьев. Туловище различных оттенков светло-коричневого цвета с поперечными тёмно-коричневыми полосами с неровными краями и светлой окантовкой. В задней части туловища полосы шире. На хвосте рисунок представляет собой примерно одинаковой ширины кольца коричневого и светло-жёлтого или белого цвета, между собой чередуются. Голова коричневая сверху, от глаза до угла рта тянется тонкая тёмная полоса. Нижняя челюсть и горло ярко-жёлтые. Встречаются также очень тёмные, чисто коричневые особи.
Любит равнинные первичные тропические леса, берега рек и других водоёмов, плантации. Встречается на высоте до 500 метров над уровнем моря. Ведёт преимущественно древесный образ жизни, редко спускаясь на землю. В кронах охотится и проводит неактивное дневное время. Питается практически исключительно птицами, иногда мелкими млекопитающими.
Это яйцекладущая змея. Самка откладывает до 25 яиц.
Обитает от восточной Индии до Камбоджи и Лаоса, на Малайском полуострове, Больших и Малых Зондских островах (Суматра, Ява, Калимантан и ряде других на восток до острова Флорес), Филиппинах.